# 譚祐
譚祐（1446年—1525年），字元助，别號雲谿，滁州清流縣（今安徽省滁縣）人，明朝军事将领。為譚淵曾孫、譚忠之孫。襲封新寧伯。

## 生平
譚祐生于正統十一年丙寅，在天順元年（1457年）繼承祖上伯爵，時年十二歲。成化二年（1466年）充正使，册封慶、韓、代三王府，五年督馬政于南京。七年被举荐坐立威營，兼掌府軍前衛事。十四年（1478年）奉命協守南京，兼掌右軍都督府事。十七年加太子太保，以北虏有警，命操练團營兵馬。二十二年加太保兼太子太傅。弘治二年（1489年）命提督十二團營，仍兼督神机营。九年改掌中軍都督府事，兼提督九門锁钥。十一年加太傅，仍兼太子太傅，十三年因墜馬受傷，辞去團營职务，专掌神机营。十六年改掌右軍都督府事，孝宗驾崩，监督明泰陵工程。
武宗继位，命侍经筵。四年（1509年）改提督五軍營，加特进、光禄大夫、柱國。六年命暂时提督三千營，九年復提督十二團營，兼五軍營，掌後軍都督府事。世宗继位，以病辞官，累加太子太傅。嘉靖四年乙酉九月十二日卒，享年八十，謚莊僖，葬宛平石经山。其子譚綸嗣承爵位。

## 家族
其先为滁州清流縣人，曾祖谭渊由燕山右護衛副千户從太宗靖難，贈奉天靖難推誠宣力武臣、特进榮禄大夫柱國，追封为崇安侯，謚壮節。祖谭忠封新宁伯，赐诰劵，子孫世襲。父谭璟，奉命守浙江，卒于官。母张氏，封太夫人。
夫人柳氏，太傅安远侯柳浦之女。侧室吴氏、黄氏。黄氏生子譚綸，襲新宁伯；吴氏生子譚綱，官錦衣衛都指挥使。三女：一嫁魏国公徐璧奎，一嫁伏羌伯毛江，一嫁阳武侯長子薛藩。